# Ле-Мені-Віго
Ле-Мені́-Віго́, Ле-Мені-Віґо (фр. Le Mesnil-Vigot) — колишній муніципалітет у Франції, у регіоні Нормандія, департамент Манш. Населення — 264 осіб (2011).
Муніципалітет був розташований на відстані близько 270 км на захід від Парижа, 70 км на захід від Кана, 15 км на захід від Сен-Ло.

## Історія
До 2015 року муніципалітет перебував у складі регіону Нижня Нормандія. Від 1 січня 2016 року належав до нового об'єднаного регіону Нормандія.
1 січня 2017 року Ле-Мені-Віго, Ле-Шам-де-Лок i Ремії-сюр-Лозон було об'єднано в новий муніципалітет Ремії-Ле-Маре.

## Демографія
Динаміка населення (INSEE ):
Розподіл населення за віком та статтю (2006):
| Стать | Всього | До 15 років | 15-24 | 25-44 | 45-64 | 65-85 | Понад 85 |
| --- | ------ | ----------- | ----- | ----- | ----- | ----- | -------- |
| Чоловіки | 120    | 32          | 8     | 32    | 20    | 28    | 0        |
| Жінки | 108    | 28          | 4     | 24    | 20    | 28    | 4        |
| \| Статево-вікова піраміда \| Статево-вікова піраміда \| Статево-вікова піраміда \| \| ----------------------- \| ----------------------- \| ----------------------- \| \| Чоловіки \| Вік \| Жінки \| \| 0 \| 85 + \| 4 \| \| 8 \| 80-84 \| 4 \| \| 0 \| 75-79 \| 8 \| \| 8 \| 70-74 \| 8 \| \| 12 \| 65-69 \| 8 \| \| 0 \| 60-64 \| 0 \| \| 12 \| 55-59 \| 8 \| \| 0 \| 50-54 \| 4 \| \| 8 \| 45-49 \| 8 \| \| 8 \| 40-44 \| 0 \| \| 12 \| 35-39 \| 4 \| \| 8 \| 30-34 \| 8 \| \| 4 \| 25-29 \| 12 \| \| 8 \| 20-24 \| 4 \| \| 0 \| 15-20 \| 0 \| \| 0 \| 10-14 \| 8 \| \| 16 \| 5-9 \| 12 \| \| 16 \| 0-4 \| 8 \| |        |             |       |       |       |       |          |
| Статево-вікова піраміда |        |             |       |       |       |       |          |
| Чоловіки | Вік    | Жінки       |       |       |       |       |          |
| 0 | 85 +   | 4           |       |       |       |       |          |
| 8 | 80-84  | 4           |       |       |       |       |          |
| 0 | 75-79  | 8           |       |       |       |       |          |
| 8 | 70-74  | 8           |       |       |       |       |          |
| 12 | 65-69  | 8           |       |       |       |       |          |
| 0 | 60-64  | 0           |       |       |       |       |          |
| 12 | 55-59  | 8           |       |       |       |       |          |
| 0 | 50-54  | 4           |       |       |       |       |          |
| 8 | 45-49  | 8           |       |       |       |       |          |
| 8 | 40-44  | 0           |       |       |       |       |          |
| 12 | 35-39  | 4           |       |       |       |       |          |
| 8 | 30-34  | 8           |       |       |       |       |          |
| 4 | 25-29  | 12          |       |       |       |       |          |
| 8 | 20-24  | 4           |       |       |       |       |          |
| 0 | 15-20  | 0           |       |       |       |       |          |
| 0 | 10-14  | 8           |       |       |       |       |          |
| 16 | 5-9    | 12          |       |       |       |       |          |
| 16 | 0-4    | 8           |       |       |       |       |          |

## Економіка
2010 року серед 164 осіб працездатного віку (15—64 років) 108 були активними, 56 — неактивними (показник активності 65,9%, у 1999 році було 65,4%). З 108 активних мешканців працювало 96 осіб (57 чоловіків та 39 жінок), безробітними було 12 (6 чоловіків та 6 жінок). Серед 56 неактивних 10 осіб було учнями чи студентами, 24 — пенсіонерами, 22 були неактивними з інших причин.

У 2010 році в муніципалітеті числилось 91 оподатковане домогосподарство, у яких проживали 228,0 особи, медіана доходів виносила 14 747 євро на одного особоспоживача